# Halfdan Skjöldung
Halfdan Fróðasson (en proto-norrois : Halbadaniz, en vieil anglais : Healfdene, et en latin médiéval : Haldānus), plus connu sous le nom de Halfdan le Grand ou encore de Halfdan Skjöldung, est un roi légendaire du Danemark qui aurait vécu entre la fin du Ve siècle et le début du VIe siècle.
Issu de la dynastie des Skjöldung, il est le fils du roi [[Fróði IV Fridleifsson|Fróði IV]] Fridleifsson (ou Frotho Ier) dans de nombreux récits, et le père de plusieurs fils, dont deux rois lui succédant sur le trône du Danemark, nommés Hróar (Roe II) et Helgi dans les récits en vieux-norrois, et nommés Hroðgar et Halga dans le poème en vieil anglais Beowulf.

## Biographie
La plupart des sources s'accordent à dire qu'il serait le fils d'un Fróði, issu de la lignée des Skjöldung. Concernant sa mère, plusieurs sources affirment qu'il serait le fils d'une Hilde (ou Hilda, Hildis), princesse vandale et fille du roi Hildéric,,.

### Chronicon Lethrense et Gesta Danorum
Selon le Chronicon Lethrense et le Livre II du Gesta Danorum de Saxo Grammaticus, Halfdan est le fils de Frotho Ier il a deux frères nommés Roe (I) et Skatus, voulant également accéder au trône mais qui tous deux sont tués par Halfdan. Saxo ajoute que les partisans de ses frères sont pendus et que Halfdan poursuit son règne avec une grande cruauté. Il règne longtemps et meurt paisiblement très âgé.

### Ynglinga saga
La Ynglinga saga donne à  Halfdan qui dans ce récit est le fils d'un roi nommé Fróði, un frère nommé Fridleif et précise qu'ils sont tous deux de grands guerriers mais qu'Halfdan est « le plus âgé des deux, et le plus capable à tous égards », ce qui sous-entend sans doute une dispute pour la suprématie entre les deux frères. Snorri traite des affaires danoises plutôt que des affaires suédoises. Il précise seulement ici que Halfdan attaque un roi de Suède, Aun le Vieux,  et l'oblige à s'exiler au Götaland.
Halfdan règne ensuite sur la Suède durant 20 ans jusqu'à ce qu'il meure de maladie à Uppsala et soit inhumé dans un tumulus. 
Toujours selon l'Ynglinga saga, un roi danois nommé Fróði l'Intrépide (en vieux norrois : Fróði in Frœkni), aide Egil, le successeur d'Aun, contre la rébellion de l'esclave Tunni. Il doit s'agir du Froda le Heaðobard de Beowulf qui devient Fróði le tueur d'Halfdan dans les autres traditions nordiques où il ne meurt pas pacifiquement.

### Saga de Hrolf Kraki
Dans la Saga de Hrolf Kraki, ce Fróði est le jeune frère d'Halfdan mais dans le Latin épitomé de la Skjöldunga saga ce jeune-frère là est un demi-frère, nommé Ingjalldus, qui sera plus tard le père d'un fils nommé Frothi. Comme dans Beowulf, Froda est le père d'un fils nommé Ingeld. Il est généralement considéré que les deux noms ont été accidentellement inversés dans la tradition
issu de Skjöldunga saga. Dans la Saga de Hrolf Kraki, Fróði, frère de Halfdan, règne sur un royaume séparé. Halfdan est calme et d'un bon naturel alors que Fróði est cruel et vicieux. Fróði attaque la salle de banquet d'Halfdan et y met le feu. Halfdan est tué dans la bataille et Fróði s'empare de son domaine et de sa veuve.
Plus tard, les fils d'Halfdan tuent à leur tour Fróði pour venger la mort de leur père. Ce qui est dans la tradition du Beowulf un conflit entre les Danois et les Heaðobards (en) dans lequel Fróda le roi des Heaðobard est tué apparaît dans les textes norrois comme une faide familiale dans laquelle le frère d'Halfdan, Fróði, tue Halfdan et les fils d'Halfdan tuent Fróði.

## Famille

### Mariage et enfants
De son union avec Sigrid (ou Sigris) Aunsdotter, fille d'Aun le Vieux, il eut : 
- Hroðgar (ou Hrothgar) ;
- Halga (ou Helgi) ;
- Olaf.

### Sources
- (en) Cet article est partiellement ou en totalité issu de l’article de Wikipédia en anglais intitulé « Halfdan » (voir la liste des auteurs).